# WWWF美國雙打冠軍
WWWF美國雙打冠軍（英語：WWWF United States Tag Team Championship），是隸屬於世界廣泛摔角聯盟，也就是現在的世界摔角娛樂的一冠軍項目。WWWF美國雙打冠軍成立於1958年。WWWF美國雙打冠軍是世界摔角娛樂自創建公司以來的第一個冠軍項目。